# 塞鎮主教座堂

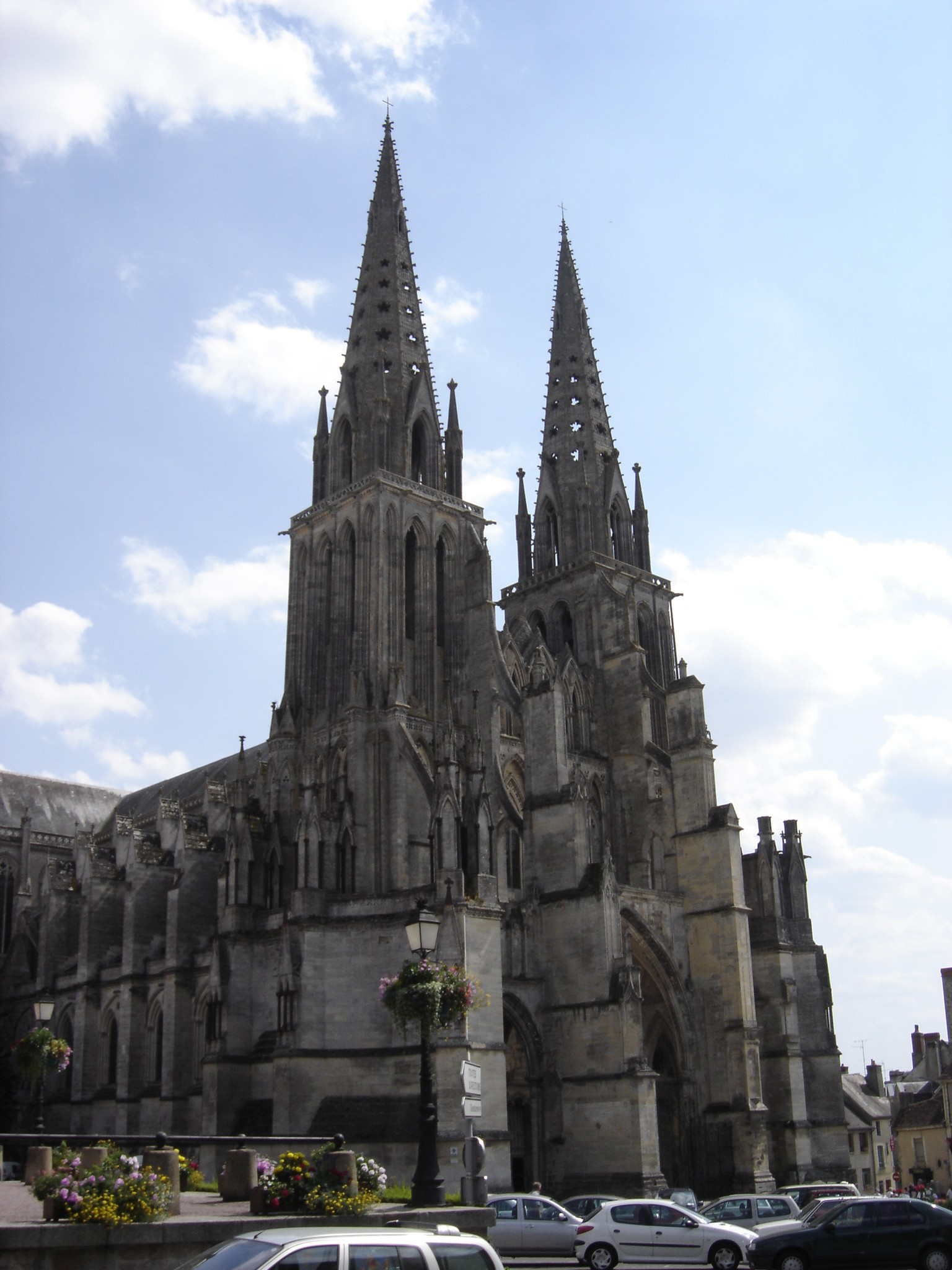
塞鎮主教座堂

塞镇圣母圣殿主教座堂 (法語：Basilique Cathédrale Notre-Dame de Sées)是天主教塞鎮教區的主教座堂、法国历史古迹，位于法国诺曼底奥恩省塞镇。
1871年3月7日，该堂宣布为宗座圣殿。
这座哥特式教堂建于13-14世纪，拥有宏伟的双塔和巨大的管风琴。在唱经楼有描绘圣母生平的四幅美丽的浅浮雕。   